# Tokummia katalepsis
Tokummia katalepsis — вид викопних ракоподібних, рештки яких виявленні у відкладеннях формації Берджес-Шейл на території провінції Британська Колумбія у Канаді. Існував у кінці кембрійського періоду, 508 млн років тому. Відбитки виду знайдені командою канадських палеонтологів з університету Торонто і Королівського музею Онтаріо у 2014 році. Описаний вид у 2017 році.

## Назва
Рід Tokummia названий по типовому місцезнаходженню - поблизу струмка Токумм. Видова назва katalepsis перекладається з англ. «той, що задихнувся», через те, що тварина задихнулась під час завалу гірської породи.

## Опис
Тварина сягала завдовжки близько десяти сантиметрів. Її тіло складалося приблизно з 50 сегментів, а зверху захищав двостулкови панцир, схожий на дах будинку. Судячи з будови тіла, вид вів донний спосіб життя, хоча міг переміщатися і в товщі води.
Вид володів також парою досить тонких і складних за будовою клешнів, які за формою нагадували консервний ніж. Дослідники вважають, що вони були недостатньо потужними, щоб обробляти мушлі молюсків, але для відривання і утримування шматочків м'якої їжі точно годилися. Широкі і зубчасті мандибули також пристосовані до хижацтва.
Детальний аналіз будови тіла Tokummia виявив ряд особливостей, які ріднять новий вид з сучасними ракоподібними, багатоніжками і деякими іншими істотами. Цікаво, що, на відміну від сучасних ракоподібних, у Tokummia відсутні вторинні антени, що зближує їх з наземними членистоногими.